# Milfield
Milfield – wieś w Anglii, w hrabstwie Northumberland. Leży 76 km na północny zachód od miasta Newcastle upon Tyne i 472 km na północ od Londynu. W 2001 miejscowość liczyła 243 mieszkańców.